# Yves Bitséki Moto
Stéphane Bitséki Moto (1983. április 23. –) gaboni labdarúgó, az élvonalbeli Bitam kapusa.

## Pályafutása

### A válogatottban
A gaboni labdarúgó-válogatott tagjaként részt vett a 2010-es, a 2012-es, a 2015-ös és a 2017-es afrikai nemzetek kupáján.

## Sikerei, díjai

### Klubcsapatokkal
- Gaboni bajnok (5): 2008, 2010, 2013, 2016, 2017
- Gaboni kupa (3): 2010, 2015, 2016
- Gaboni szuperkupa (1): 2008